# Normal, Ohio
Normal, Ohio  è una serie televisiva statunitense in 12 episodi trasmessi per la prima volta nel corso di una sola stagione nel 2000. La serie in patria fu cancellata dopo i primi sette episodi a dicembre del 2000. In Italia è stata trasmessa su Paramount Comedy dal 10 novembre 2005.

## Trama
William "Butch" Gamble è un uomo gay in ritorno alla sua città natale nel Midwest. Nonostante il suo orientamento sessuale, Butch mostra molti tratti tipici della mascolinità americana, tra cui l'amore per il football e la birra, e pochi dei tratti degli stereotipi associati con gli uomini gay che vengono mostrati solo in alcuni momenti isolati.

## Personaggi
- Charles 'Charlie' Gamble (12 episodi, 2000), interpretato da	Greg Pitts.
- William "Butch" Rex Gamble, interpretato da	John Goodman.
- Pamela Theresa Gamble-Miller, interpretato da	Joely Fisher.
- Joan Gamble, interpretato da	Anita Gillette.
- Kimberly Miller, interpretato da	Julia McIlvaine.
- Robert 'Robbie' Miller, interpretato da	Cody Kasch.
- Elizabeth, interpretato da	Mo Gaffney.
- Danny (7 episodi, 2000), interpretato da	Charles Rocket.
- William 'Bill' Gamble, Sr., interpretato da	Orson Bean.
- Young Bill	Jayson Schaal.

## Produzione
La serie, ideata da Bonnie Turner e Terry Turner, fu prodotta da Carsey-Werner Company e girata negli studios della CBS a Los Angeles in California. Le musiche furono composte da Jeff Sudakin.

### Registi
Tra i registi della serie sono accreditati:
- Philip Charles MacKenzie (7 episodi, 2000)
- David Trainer

## Distribuzione
La serie fu trasmessa negli Stati Uniti nel 2000 sulla rete televisiva Fox. In Italia è stata trasmessa su Paramount Comedy dal 10 novembre 2005 con il titolo Normal, Ohio.
Alcune delle uscite internazionali sono state:
- negli Stati Uniti il 1º novembre 2000 (Normal, Ohio)
- nei Paesi Bassi il 27 ottobre 2002
- in Francia il gennaio 2004 (Normal, Ohio)

## Episodi
| Stagione       | Episodi | Prima TV USA | Prima TV Italia |
| -------------- | ------- | ------------ | --------------- |
| Prima stagione | 12      | 2000         | 2005            |